# Ministério Público de Pernambuco
O Ministério Público do Estado de Pernambuco (MPPE) é a instância no Estado de Pernambuco do Ministério Público, que tem como objetivo defender os direitos dos cidadãos e os interesses da sociedade. 
| Nº | Procurador-Geral de Justiça       | Imagem    | Mandato   |
| -- | --------------------------------- | --------- | --------- |
| 1  | José Tavares                      |           | 1993–1995 |
| 1  | José Tavares                      | 1995–1997 |           |
| 1  | José Tavares                      | 1997–1999 |           |
| 2  | Romero de Oliveira Andrade        |           | 1999–2001 |
| 2  | Romero de Oliveira Andrade        | 2001–2003 |           |
| 3  | Francisco Sales de Albuquerque    |           | 2003–2005 |
| 3  | Francisco Sales de Albuquerque    | 2005–2007 |           |
| 4  | Paulo Bartolomeu Varejão          |           | 2007–2009 |
| 4  | Paulo Bartolomeu Varejão          | 2009–2011 |           |
| 5  | Aguinaldo Fenelon de Barros       |           | 2011–2013 |
| 5  | Aguinaldo Fenelon de Barros       | 2013–2015 |           |
| 6  | Carlos Augusto Guerra de Holanda  |           | 2015–2017 |
| 7  | Francisco Dirceu de Barros        |           | 2017–2019 |
| 7  | Francisco Dirceu de Barros        | 2019–2021 |           |
| 8  | Paulo Augusto de Freitas Oliveira |           | 2021–2022 |
| 9  | Marcos Antônio Matos de Carvalho  |           | 2022–2023 |
| 9  | Marcos Antônio Matos de Carvalho  | 2024–2025 |           |
| 10 | José Paulo Xavier                 |           | 2025–2026 |